# Café Fogg (kawiarnia)
Café Fogg, także Café-Bar Fogg – kawiarnia prowadzona w latach 1945−1946 w Warszawie przez piosenkarza Mieczysława Fogga.

## Historia
Kawiarnia została otwarta 4 marca 1945 (okres II wojny światowej) w zrujnowanej Warszawie, przy ul. Marszałkowskiej 119, w lokalu po niemieckiej kawiarni Zur Heimat (wcześniej mieściła się tam pijalnia czekolady przedsiębiorstwa Plutos). Lokal miał 40 miejsc siedzących. Wyposażeniem Café Fogg był sprzęt wygrzebany z ruin: meble ze zdewastowanej kawiarni Napoleonka, lampa z bramy spalonego domu, kawałki blachy, z których scenografię stworzył Stanisław Lipski. Ozdobę lokalu stanowiło pianino marki Sommerfeld. Ponieważ nie było elektryczności, na stolikach ustawiono świece, a pod sufitem umieszczono karbidową latarnię pozyskaną z bramy wypalonego domu przy ul. Nowogrodzkiej.
Pierwszy swój występ w powojennej stolicy Mieczysław Fogg rozpoczął od „Piosenki o mojej Warszawie”, napisanej w ostatnich dniach powstania warszawskiego przez Alberta Harrisa. W kawiarni występowali aktorzy i artyści kabaretowi, m.in. Zbigniew Sawan, Feliks Szczepański, Lidia Wysocka, Czesław Skonieczny, Albert Harris.
Pamiętnym wydarzeniem w historii tego miejsca był pierwszy powojenny Podwieczorek przy mikrofonie. Spotkanie otworzył Józef Małgorzewski, spiker Polskiego Radia od lat 30. XX w. Konferansjerkę prowadził – tak, jak przed wojną – Tadeusz Bocheński.
Café Fogg działała ponad rok, a w reportażu „Kawiarnia wśród ruin”  opisali ją przebywający w powojennej Warszawie szwedzcy dziennikarze.